# Hydatomanicus ovatus
Hydatomanicus ovatus är en nattsländeart som beskrevs av Li, Tian och Dudgeon 1990. Hydatomanicus ovatus ingår i släktet Hydatomanicus och familjen ryssjenattsländor. Inga underarter finns listade i Catalogue of Life.